# Lisa Lopes
Lisa Nicole Lopes (Philadelphia, 1971. május 27. – La Ceiba, 2002. április 25.), más néven Left Eye amerikai rapper, a TLC együttes tagja.
Lopes több TLC-dalban adott elő saját maga írt rapbetéteket, később azonban egyre inkább kiszorult a kreatív tevékenységből, szövegei pár sorosra rövidültek, szerzeményei nagy része nem került fel az albumokra. Emiatt egyre elégedetlenebb lett az együttesben betöltött szerepével, úgy érezte, nem adnak neki teret az önkifejezéshez. Neki jelent meg legkorábban szólóalbuma az együttes tagjai közül.
Becenevét (left eye = 'bal szem') a Bel Biv Devoe tagjától, Michael Bivinstől kapta, aki úgy gondolta, Lopes bal szeme ferdébb vágású és szebb, mint a jobb. Lisa eredeti beceneve QT volt (kiejtve cutie, 'aranyos'), de amikor L-lel kezdődő névre volt szüksége, hogy a TLC tagjai nevének kezdőbetűi kiadják a TLC szót (a tender loving care, 'gyengéd gondoskodás' rövidítése), a Left Eye-ra esett a választása. Pályafutása elején gyakran hordott szemüveget, melyen a bal szemet egy óvszer takarta, ezzel kívánta felhívni a figyelmet a biztonságos szex fontosságára.

## Pályafutása

### TLC
A TLC eredetileg Tionne Watkins, Lisa Lopes és Crystal Jones együtteseként alakult, eredetileg Second Nature néven, amit aztán TLC-re változtattak. Crystal Jones helyére nem sokkal később menedzserük, Perri „Pebbles” Reid háttértáncosa, Rozonda Thomas került, aki Lopes javaslatára felvette a Chilli becenevet, hogy továbbra is kiadják a tagok nevének kezdőbetűi az együttes nevét. Tionne a T-Boz becenevet választotta, Lisa pedig a Left Eye-t. Becenevét azzal is hangsúlyozta, hogy bal szemét többnyire letakarta, gyakran egy óvszerrel, később ehelyett festékcsíkokat viselt szeme alatt, még később pedig piercinget tetetett bal szemöldökébe.
1992-ben jelent meg az együttes első albuma, az Ooooooohhh… On the TLC Tip, ami hatmillió példányban kelt el és sikeressé tette a csapatot. Két évvel később jelent meg második albumuk, a CrazySexyCool, amiből tizenötmillió példány kelt el, és a TLC-t minden idők egyik legsikeresebb együttesévé tette. A harmadik album, a FanMail 1999-ben jelent meg és tízmillió példányban kelt el. Címével az együttes hűséges rajongóinak mondott köszönetet.
A FanMail felvételei közben napvilágot láttak az együttesen belüli ellentétek. Lopes üzenetet küldött a Vibe magazinnak, és azt írta benne, hogy már véget ért életének ez a korszaka. „Nem tudok száz százalékban a TLC-projekt mögött állni és amögött a zene mögött, ami állítólag engem képvisel.” Válaszként Watkins és Thomas kijelentették az Entertainment Weeklynek, hogy Lopes nem tiszteli az együttest, és „Left Eye-t csak Left Eye érdekli”. Erre Lopes levelet küldött az Entertainment Weeklynek, és párbajra hívta Watkinst és Thomast; azt javasolta, hogy mindhárman adjanak ki szólóalbumot és a közönség dönthesse el, ki a legjobb a TLC-ből. Az albumnak a The Challenge ('A kihívás') címet szánta, és Dallas Austint, az együttes producerét is felszólította, hogy vegyen részt a munkálatokban, valamint közölte, hogy a kiadó 1,5 millió dollárral jutalmazhatná a győztest. T-Boz és Chilli nem fogadták el a kihívást, hiába tartotta Left Eye jó ötletnek. Egy ideig feszült volt a viszony a lányok közt, Thomas önzőnek, gonosznak és szívtelennek is nevezte Lopest, végül azonban a barátság erősebbnek bizonyult.

### Szólókarrier
A Fanmail után Lopes szólókarrierbe kezdett. Több énekes dalában is rappelt: Melanie C Never Be the Same Again című számában, ami harmincöt országban vezette a slágerlistát, Donell Jones második, U Know What's Up című albumán is közreműködött egy dalban, és a ’N Sync Space Cowboy című dalában is énekelt. Toni Braxton 2000-ben megjelent, The Heat című albumán a Gimme Some című dalban működött közre, 2001-ben pedig két The Gap-reklámban is szerepelt, az egyikben egyedül, a másikban India.Arie, Liz Phair és Sheryl Crow társaságában. Itt először fordult elő, hogy nem rappelt, hanem egyedül énekelt.
Házigazdája volt a MTV rövid életű tehetségkutatójának, a The Cutnak, ahol a győztes egy rapduó lett, de a harmadik helyezett, Anastacia felkeltette Lopes és a másik három zsűritag figyelmét, és ő is kapott lemezszerződést. Kilenc hónappal a halála előtt szerepelt a Legyen Ön is milliomos! amerikai változatának különkiadásában több más zenésszel és énekessel (Joey McIntyre, Tyrese, Nick Lachey, Lee Ann Womack). A 125 000-es kérdésnél esett ki, 32 000 dollárt nyert jótékony célra.
Megalapította a Left Eye Productionst új tehetségek felfedezésére, és segített a Blaque nevű R&B-triónak, hogy lemezszerződést kapjanak a Columbia Recordsnál. Első albumuk, a Blaque executive producere Lopes volt, és szerepelt I Do című daluk videóklipjében, valamint az album egy dalában. Egy Egypt nevű együttes létrehozásán is dolgozott, és ki akart adni egy stúdióalbumot új álnevén: N.I.N.A, jelentése: New Identity Not Applicable.

### Supernova
A TLC első önálló turnéja után Lopes ideje nagy részét első szólóalbuma, a Supernova felvételeinek szentelte. A rajta szereplő A New Star is Born című dalt apja emlékének szentelte. Az MTV Newsnek adott interjúja szerint:
Ezt a dalt mindazoknak ajánlom, akik veszítettek már el valakit. Azt fejezem ki vele, hogy nincs olyan, hogy halál. Jobb szó híján nevezhetjük átváltozásnak, de ahogy a tudósok mondják: 'Minden atom, ami egykor egy csillag részét képezte, most benned van.' A testedben. A dalban tulajdonképpen ezt fejezem ki. ... Nem számít, mi történik vagy mit gondolnak az emberek a halálról. Mind ugyanazon a helyen osztozunk.
A többi dalban személyes élményeit dolgozta fel, köztük Andre Rison focistával való kapcsolatát. Az album tizenkét dala közt volt egy posztumusz duett Tupac Shakurral, ehhez felhasznált egyet Tupac rengeteg kiadatlan dala közül, amelyeket 1996-os halála előtt felvett. A kiadatlan Left Pimpin című dalt később a TLC felhasználta a Quickie című dalhoz negyedik, 3D című albumán, ami már Lopes halála után jelent meg. Lopes a Supernovát apja halálának tizedik évfordulóján akarta megjelentetni, aztán két hónappal elhalasztották, végül a lemezcég Amerikában nem adta ki. Az Egyesült Királyságból és Japánból, ahol megjelent, importálni kellett az albumot az USA-ba a TLC-rajongók kérésére.

### N.I.N.A.
A Death Row Records vezetőjével, Suge Knighttal folytatott tárgyalások után Lopes felbontotta szólóénekesként kötött szerződését az Arista Recordsszal (a TLC tagjaként továbbra is le volt szerződve velük), és leszerződött Knight Tha Row Records kiadójával, hogy velük jelentesse meg második szólóalbumát. Az albumot, melyen számos dal szerepelt volna Ray J-vel, új álnevén, N.I.N.A.-ként szándékozta megjelentetni (New Identity Not Applicable – 'Új személyazonosság nem alkalmazható').

### Eye Legacy
2008-ban, hat évvel Lopes halála után családja a Surefire Music Group producereivel együtt összeállított egy posztumusz albumot Lopes felvételeiből. Az eredetileg 2008. október 28-ára tervezett album megjelenési dátuma később eltolódott november 11-re, majd 2009. január 27-re. A Crank It című dal, melyben közreműködik Lisa húga, Reigndrop Lopes, promóciós kislemezen jelent meg; az album első hivatalos kislemeze a Let’s Just Do It lett, amelyet Missy Elliott és a TLC közreműködésével vettek fel és január 13-án jelent meg. A második kislemezen, a The Block Partyn Lil Mama és Marcus Amandi is közreműködik. Az album nagy részét a Supernova album dalainak átdolgozott változatai teszik ki.

## Magánélet
Lopes gyakran beszélt magánéletéről és nehéz múltjáról. Erőszakos, alkoholista családban nőtt fel és ő maga is küzdött alkoholproblémákkal. 1994-ben azzal került a címlapokra, hogy dühében felgyújtotta barátja, Andre Rison teniszcipőit egy fürdőkádban, amiről a tűz átterjedt az egész házra, ami leégett. Lopes azt állította, Rison megverte, ezért bosszúból gyújtotta fel a cipőjét. A letartóztatásakor készített fényképen szája fölött véraláfutás látszik.
Lopest öt év próbaidőre és gyógykezelésre ítélték. Az incidens egész hátralévő életében rányomta bélyegét megítélésére, és Risonnal folytatott kapcsolata többször is címlapokra került, az újságok még közelgő esküvőjükről is hírt adtak, de a People magazin ezt cáfolta. A Last Days of Left Eye dokumentumfilmből az is kiderül, hogy Lopesra nagy hatást tett egy anya, akivel az elvonókúrán találkozott; végül nemhivatalosan örökbe fogadta lányát, Snow-t, aki megjelenik a The Block Party videóklipjében.
Lopes megjelenéséhez hozzátartoztak feltűnő tetoválásai: bal karján egy sas, ami a szabadságot jelképezte számára, ehhez később egy 80-as számot tetováltatott, ami Rison száma az NFL-ben. Lábán egy arccal rendelkező hold volt, utalásként Rison becenevére (Bad Moon: 'rossz hold'). Jobb felkarján elhunyt mostohafivére, Parron nevét viselte egy átlőtt szív fölött. Legkisebb tetoválása a bal fülén volt, egy balra mutató nyíl egy szem fölött, utalásként becenevére.

### Jótékonysági tevékenysége
A Lisa Lopes Alapítvány, melyet Lopes alapított, elhanyagolt fiataloknak igyekszik biztosítani az életminőségük növelését. Mottója Lopes személyes mottója is: „Az energia nem vész el, csak átalakul”. Az alapítvány 2004 júniusában ruhákat osztott szegény falusi gyerekeknek és családjuknak.

### UNI Studios
Lopes 1998-ban megalapította az UNI Studiost, hogy itt vegye fel szólófelvételeit. Halála után családja megnyitotta a stúdiót a nagyközönség előtt.

## Halála
Lopes már megkezdte a munkát második szólóalbumán és a negyedik TLC-albumon, a 3D-n is, amikor 2002. április 25-én meghalt autóbalesetben a hondurasi La Ceibában. Tízen ültek a Mitsubishi Monteróban, amit Lopes vezetett, ő volt az egyetlen áldozat. Lopes állítólag megpróbált kikerülni egy teherautót, amikor szembetalálkozott egy másik járművel a szemközti sávban; hogy elkerülje a frontális ütközést, lekormányozta az autót az útról. A jármű többször is átfordult, miután két fának is nekiütközött. Lopes és három útitársa kizuhantak az ablakon. Lopes halálát nyak- és fejsérülések okozták. A mellette ülő utas videokamerázott, amikor a baleset történt, így az eseményekről videófelvétel készült. Lopes anyja, Wanda később beperelte a Mitsubishi Motorst, mivel egy 2001-es jelentés elismerte, hogy a Montero könnyen felborul.
Lopes temetését a Georgia állambeli Lithonia baptista templomában tartották. Fehér koporsójára egy idézet került abból a rapből, amit a Waterfalls című dalban adott elő: „Dreams are hopeless aspirations, in hopes of coming true, believe in yourself, the rest is up to me and you” ('Az álmok reménytelen vágyakozások, ha azt akarod, hogy valóra váljanak, higgy magadban, a többi csak rajtad és rajtam múlik.') Lopest Lithoniában temették el, a Hillandale Memorial Gardensben.
A TLC producere, Dallas Austin akkor hallott Lopes haláláról, amikor épp készült valahová, és meghallotta, hogy az alsó szinten hangosan a Waterfallst játsszák. Az MTV-nek adott nyilatkozatában Jermaine Dupri így emlékezett Lisára:
„Eltökélte, hogy elér valamit az életben. Igazi hiphop-sztár volt. Foglalkozott a sajtóval. Ő volt a csapat sztárja, az, aki káromkodik az MTV-n, akinek tetoválásai vannak, akitől sosem várhatod, hogy kiszámítható legyen. Amikor Lisát láttad, számíthattál rá, hogy valamit csinálni fog. Ehhez volt tehetsége.”
Lopes kiszivárgott boncolási fényképei elleni tiltakozásul Dale Earnhardt Jr. NASCAR-pilóta egy csíkot festett Chevrolet Monte Carlo kocsija bal hátsó lámpája mellé, amikor a Pontiac Excitement 400 versenyen vett részt a Richmond International Racewayen. Hasonló történt egy évvel korábban apja, Dale Earnhardt, Sr. halálakor is.
A Lopes életének utolsó huszonhat napjáról szóló The Last Days of Left Eye ('Left Eye utolsó napjai') című dokumentumfilmet 2007 áprilisában mutatták be az Atlantai Filmfesztiválon. A premieren részt vett Monica, Ronnie DeVoe a New Editionből, a 112, Big Boi, India.Arie és Cee-Lo. 2007. május 19-én a VH1 és a VH1 Soul is levetítette a dokumentumfilmet, melynek nagy részét kézikamerával vették fel, több felvétele is Lopes naplójaként szolgált, mikor családjával és az Egypt R&B-együttes tagjaival Hondurason nyaralt. Ezekben a naplóbejegyzésekben magánéletén és karrierjén elmélkedett, és megmutatkozott nyugodtabb oldala, az is, hogy érdekelte a numerológia és a jóga. Épp azon munkálkodott, hogy iskolát hozzon létre hondurasi gyerekeknek egy birtokán.
A filmre felkerült egy másik autóbaleset is, ahol Lopes utasként ült egy kocsiban, amit asszisztense vezetett. „Sötét volt, amikor az autó, amit Lopes asszisztense vezetett, elhagyta a falut. Honduras útjain gyakori, hogy az emberek az úton járkálnak, és gyakran nehéz észrevenni a gyalogosokat.” A tízéves Bayron Isaul Fuentes Lopez testvérei után igyekezett, és véletlenül a kocsi elé lépett. A kocsi elütötte a kisfiút, aki súlyos sérüléseket szenvedett. Lopesék megálltak, a kocsiba tették a gyermeket, és Lisa a karjában tartotta, míg elvitték a kórházba, de a fiú másnap meghalt. Lisa fizette a kórházi kezelés és a temetés költségeit is. A filmen látható, amint Lopes egy helyi temetkezési vállalkozónál koporsót választ a gyermeknek. Korábban a filmben említette, hogy úgy érzi, mintha egy szellem követné, és szíven ütötte, hogy a balesetben meghalt gyermeknek ugyanaz a vezetékneve, mint neki; még az is felmerült benne, hogy a szellem tévedett, amikor a gyermek életét vette el az övé helyett. Bár az asszisztenst nem vádolták meg semmivel, Lisa kártérítést fizetett a családnak. A filmen láthatóak Lopes életének utolsó percei is, az is, ahogy lehajt az útról.

## Diszkográfia
Lásd még: TLC-diszkográfia.
Szólóalbumok
- Supernova (2001)
- Eye Legacy (2009)

## További információ
- Lisa Lopes az Internet Movie Database-ben (angolul)
- Lisa Lopes a Rotten Tomatoeson (angolul)
- Lisa Lopes Foundation Archiválva 2017. október 12-i dátummal a Wayback Machine-ben
- LeftEyeLegacy
- Hivatalos MySpace
- Findagrave.com